# Pascal Soriot
Pascal Soriot (Párizs környékén, 1959. május 23.) francia vállalkozó.
2012 októbere óta az angol-svéd multinacionális gyógyszergyártó AstraZeneca jelenlegi vezérigazgatója.

## Életrajz
Soriot Franciaországban született, és az École Nationale Vetérinaire d'Alfort-ban tanult állatorvost. Ezt követően MBA fokozatot szerzett a HEC Paris-ban. 1996-ban a Hoechst Marion Roussel vegyipari vállalat vezérigazgatója lett Ausztráliában. 2000-ben kinevezték a 2004-ben Sanofi névre keresztelt Aventis USA gyógyszeripari vállalat operatív igazgatójává. 2006-ban szakmailag csatlakozott a Roche-hoz, a Genentech leányvállalatának vezérigazgatójaként.
2012-ben csatlakozott az AstraZenecához, mint vezérigazgató.
A 2020-as COVID-19 világjárvány idején Soriot a cég szóvivőjeként tevékenykedett a betegség elleni potenciális vakcina kidolgozásával kapcsolatban.

## Családja
Soriot házas, két gyermeke van. Amikor Japánba küldték, felesége 1997-ben visszaköltözött Sydney-be a gyerekekkel. Gyermekei ezután úgy döntöttek, hogy végleg ott laknak. Soriot gyakran visszatér oda, és megkapta ausztrál állampolgárságot. Három fivére van, mindannyian orvosok.